# Groupe PP Holding
Le Groupe PP Holding est un groupe suisse actif dans le secteur de la santé. Son siège est à Genève. Ce groupe, créé en 1912,  appartient aux mêmes familles fondatrices depuis trois générations. Il s’est développé en renforçant son implantation géographique, et en créant des filiales spécialisées, puis s’est recentré dans les années 2010 sur deux de ses activités, de pharmacien et d’opticien.

## Histoire
La société est fondée en 1912 par les familles de Tolédo et Mori à Genève sous le nom de Pharmacie Principale, autour, initialement, d’une activité de pharmacie. Le groupe se délmarque en s’ouvrant à des produits autres que les médicaments, et en utilisant des techniques de vente  inusitées dans son secteur : un catalogue, des rabais et primes, etc..
Le groupe crée dans les années 1980 et 1990  des filiales spécialisées sur certains domaines de la santé, notamment avec la chaîne de pharmacies Pharmacie Principale (l’activité de départ), avec la chaîne d’opticiens Visilab, avec la chaine d’audiologistes Audilab, et avec d’autres activités telles que le voyagiste Destination Santé proposant des  vacances de bien-être et de santé, Parfumerie Principale proposant des parfums, etc.,,. A travers cette diversification, il s’efforce également d’anticiper
l’évolution des besoins des populations.
En 2000, l’activité Parfumerie Principale est revendue à Marionnaud Parfumeries, qui veut s’implanter en Suisse.
Dans les années 2010, le groupe PP Holding continue son recentrage sur la pharmacie et l’optique, c’est-à-dire sur les  chaînes Pharmacie Principale et Visilab, revendant notamment Audilab en 2012 à  AudioNova, une entreprise ayant une implantation européenne,,.